# Phoenicopteriformes
Phoenicopteriformes es un orden de aves acuáticas neognatas que incluye a los actuales flamencos y sus parientes extintos.   

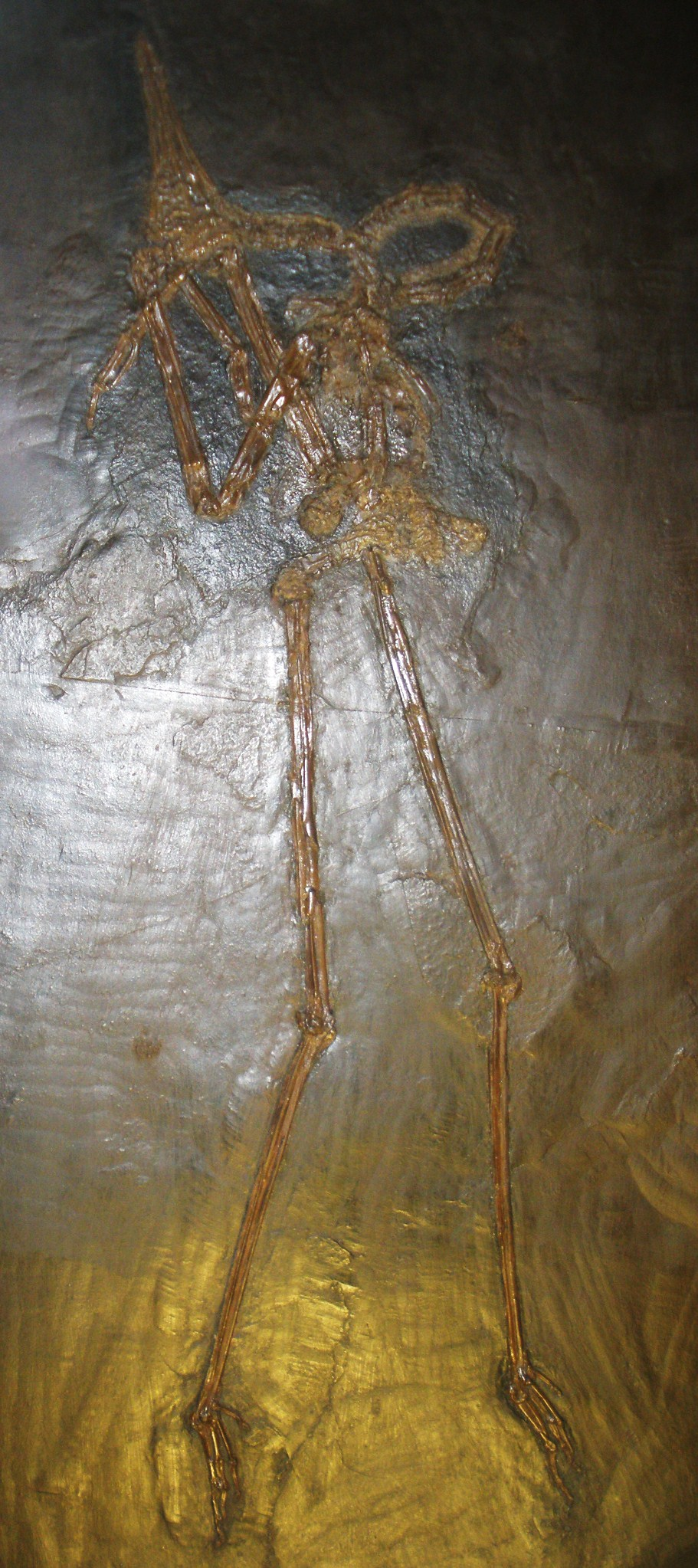
Juncitarsus merkeli.

## Taxonomía
Descripción original

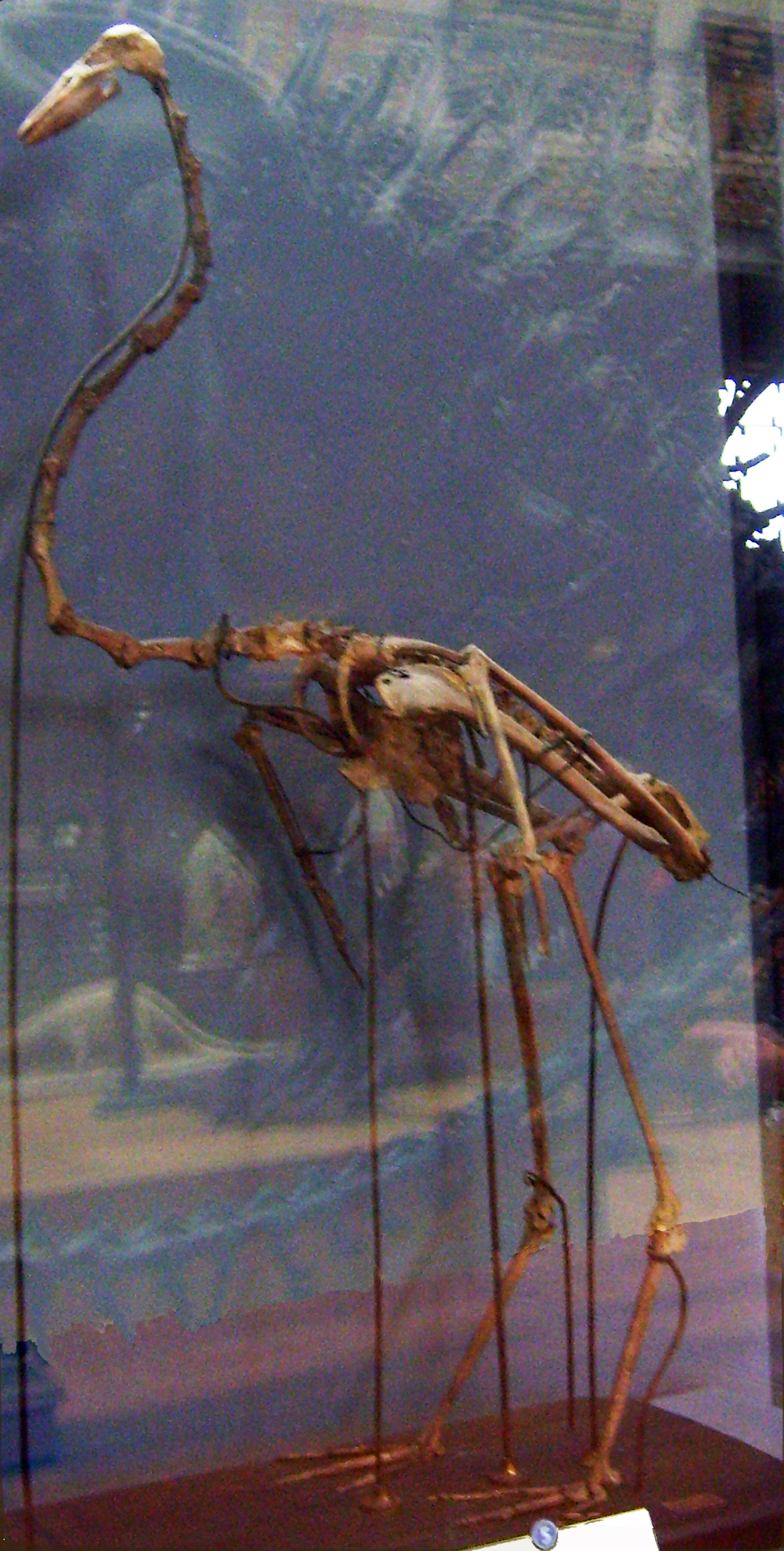
Palaelodus ambiguus.

El orden Phoenicopteriformes fue descrito originalmente en el año 1888 por el anatomista alemán Max Carl Anton Fürbringer, habiéndose propuesto anteriormente en el año 1867 por el biólogo británico Thomas Henry Huxley.
Historia taxonómica
El grupo fue bautizado por el nombre griego del flamenco «Phoenicopterus» (φοινίξ: rojo carmesí; πτέρος: alado), y por ello el nombre de este orden significa «los que tienen forma de flamenco». Este orden evolucionó a partir de aves nadadoras. El Phoenicopteriforme fiable más antiguo fue exhumado de estratos asignados al comienzo del Oligoceno de Europa, un peculiar flamenco nadador, integrante de la familia extinta Palaelodidae. El género Juncitarsus, generalmente también incluido entre los Phoenicopteriformes, es algo más antiguo.
La taxonomía de los taxones derivados del registro fósil necesita de una profunda revisión a la luz de esta nueva hipótesis.
Phoenicopteridae probablemente surgió en el límite entre el Mioceno y el Plioceno (3,0 a 6,5 millones de años) o poco después.
Relaciones taxonómicas
Sus relaciones taxonómicas han sido discutidas durante mucho tiempo. Tradicionalmente, sus integrantes fueron clasificados en el orden Ciconiiformes como una familia (Phoenicopteridae), siendo la familia más próxima Threskiornithidae. No obstante, se la relacionaba también al orden Anseriformes e incluso a la familia Recurvirostridae. Sobre la base de análisis de ADN, Charles Sibley y B. L. Monroe pusieron a los flamencos dentro del orden Ciconiiformes.
Posteriormente los flamencos fueron ubicaron en su propio orden.
Ya en el siglo XXI, estudios morfológicos y moleculares demostraron la estrecha relación entre este orden y el orden Podicipediformes, si bien el ave del cual ambas ramas divergieron aún no fue encontrada.